# Provinz Friesland
Die Provinz Friesland (offiziell westfriesisch Fryslânⓘ [ˈfrislɔ̃ːn], auf Deutsch auch Westfriesland) ist eine der zwölf niederländischen Provinzen. Zu ihr gehören (seit 1942) alle bewohnten westfriesischen Inseln mit Ausnahme von Texel. Mit ihnen ist Friesland die zweitnördlichste niederländische Provinz, gelegen zwischen dem IJsselmeer im Westen und der Provinz Groningen im Osten. Die Hauptstadt ist Leeuwarden (westfriesisch Ljouwert).
Die Provinz Friesland (1814) bildet die Fortsetzung der Herrschaft Friesland (1498–1795) und des Departements Friesland (1801–1814).
Die Provinz ist die einzige, in der neben Niederländisch auch eine andere Sprache Amtssprache ist, das nahe verwandte Friesisch (Westfriesisch). So gut wie alle Einwohner sprechen allerdings (auch) Niederländisch und auf Niederländisch werden die meisten Texte verfasst. Zwar gibt es keine bedeutende Unabhängigkeitsbewegung, doch ist in Friesland das Regionalbewusstsein stärker ausgeprägt als in anderen Provinzen.
Friesland ist in den Niederlanden bekannt für das Schlittschuhlaufen, das in besonders strengen Wintern den Wettlauf Elfstedentocht hervorbringt. Benannt ist der Wettlauf nach den historischen elf Städten Frieslands, die nicht unbedingt die einwohnerstärksten Orte der modernen Provinz sind. In Friesland gibt es auch einige eigene Sportarten und es wird das Wattwandern betrieben.

## Name
Bis zum 1. Januar 1997 hatte die Provinz zwei offizielle Namen, den niederländischen Namen Friesland und den friesischen Namen Fryslân. Seitdem ist nur noch der friesische Name offiziell. 2004 beschloss das niederländische Innenministerium, generell nur noch den friesischen Namen in Dokumenten zu verwenden. Gängig ist im Niederländischen hingegen weiterhin der niederländische Name Friesland.
Im deutschen Sprachraum ist für die Provinz Friesland die Bezeichnung Westfriesland gebräuchlich und auch korrekt. Der Name ist eine analoge Bildung zu den Bezeichnungen der deutschen Regionen Nordfriesland und Ostfriesland. Im internationalen Kontakt kann diese Benennung allerdings zu Missverständnissen führen, da „West-Friesland“ in den Niederlanden die Bezeichnung für die gleichnamige Region in der Provinz Noord-Holland ist. Um diese ungenaue Bezeichnung zu vermeiden und um eine Verwechslung mit dem deutschen Landkreis Friesland oder der ebenfalls Friesland genannten gesamtfriesischen Region auszuschließen, wird die Provinz nach ihrer bereits historisch bedeutsamen Lage westlich des Flusses Lauwers auch als Westerlauwers Friesland oder das west(er)lauwersche Friesland benannt.
It Heitelân (deutsch das Vaterland) ist eine weitere verbreitete umgangssprachliche Bezeichnung für die Provinz. Sie wird häufig benutzt, wenn die starke Verbundenheit zur friesischen Heimat ausgedrückt werden soll. Auch unter den nationalen Friesen ist die Bezeichnung verstärkt in Gebrauch.
Im Jahre 1996 erlaubte die Regierung in Den Haag die freie Ortsnamenwahl in Friesland. Danach konnten die Gemeinden und die Provinz eigenständig entscheiden, ob sie einen niederländischen oder einen friesischen Namen tragen wollen. Die Provinz Friesland wurde daraufhin zum 1. Januar 1997 in Provinsje Fryslân umbenannt. Bis jetzt sind diesem Beispiel 11 von 31 friesischen Gemeinden gefolgt. Es gibt vereinzelte Bestrebungen, Friesland zu einem selbstständigen Staat unter der niederländischen Krone zu machen. Insgesamt sind solche Bestrebungen aber eher schwach.

## Geographie
Die Provinz Fryslân liegt am IJsselmeer im Westen und an der Nordseeküste im Norden der Niederlande. Es grenzt im Osten an die Provinzen Groningen und Drenthe, im Süden an die Provinzen Overijssel und Flevoland.
Der höchste Punkt der Provinz Fryslân mit 45 m über NAP liegt auf der Nordseeinsel Vlieland (westfriesisch Flylân). Auf dem Festland ist der höchste Punkt 27 m hoch, der tiefste −2 m.
Fryslân wird in sechs verschiedene Landschaftsbereiche unterteilt
- die Watteninseln
  - Ameland (westfriesisch It Amelân)
  - Schiermonnikoog (westfriesisch Skiermûntseach)
  - Terschelling (westfriesisch Skylge) und
  - Vlieland (westfriesisch Flylân)
- die Wattenküste
- die IJsselmeerküste
- Südwest-Friesland
- die tiefe Mitte und
- die Wälder im Südosten.

## Politik
- SP: 1
- GL: 3
- FNP: 4
- PvdA: 5
- PvdD: 1
- D66: 1
- PBF: 1
- CDA: 4
- BBB: 14
- CU: 2
- VVD: 3
- JA21: 1
- FvD: 1
- PVV: 2

Das Provinzialparlament (westfriesisch Provinsjale Steaten, niederländisch Provinciale Staten) hat seinen Sitz im Provinsjehûs/Provinciehuis in der Provinzhauptstadt Leeuwarden. Entsprechend der Bevölkerungszahl in der Provinz besteht das Parlament aus 43 Sitzen.
Bei der Provinzialwahl am 15. März 2023 erlangten die Parteien folgende Stimmanteile:
BBB 27,86 % (14 Sitze), PvdA 10,62 % (5 Sitze), CDA 8,75 % (4 Sitze), FNP 8,05 % (4 Sitze), VVD 6,74 % (3 Sitze), GroenLinks 6,54 % (3 Sitze), ChristenUnie 5,27 % (2 Sitze), PVV 4,45 % (2 Sitze), FvD 3,65 % (1 Sitz), SP 3,46 % (1 Sitz), PvdD 3,36 % (1 Sitz), D66 3,31 % (1 Sitz), JA21 2,68 % (1 Sitz), Provinciaal Belang Fryslân 2,03 % (1 Sitz), übrige 3,22 %. Die Wahlbeteiligung lag bei 65,62 %.
Die nächste Provinzialwahl findet am 17. März 2027 statt.
An der Spitze der Provinz steht der Kommissar des Königs. Das ist seit März 2017 der Rechtsliberale Arno Brok. Das College van Gedeputeerde Staten, also die Regierung, wird seit 2023 von einer Koalition aus BBB, CDA, FNP und ChristenUnie gebildet.

### Wappen

Das Wappen der Provinz (nicht „gestylt“)
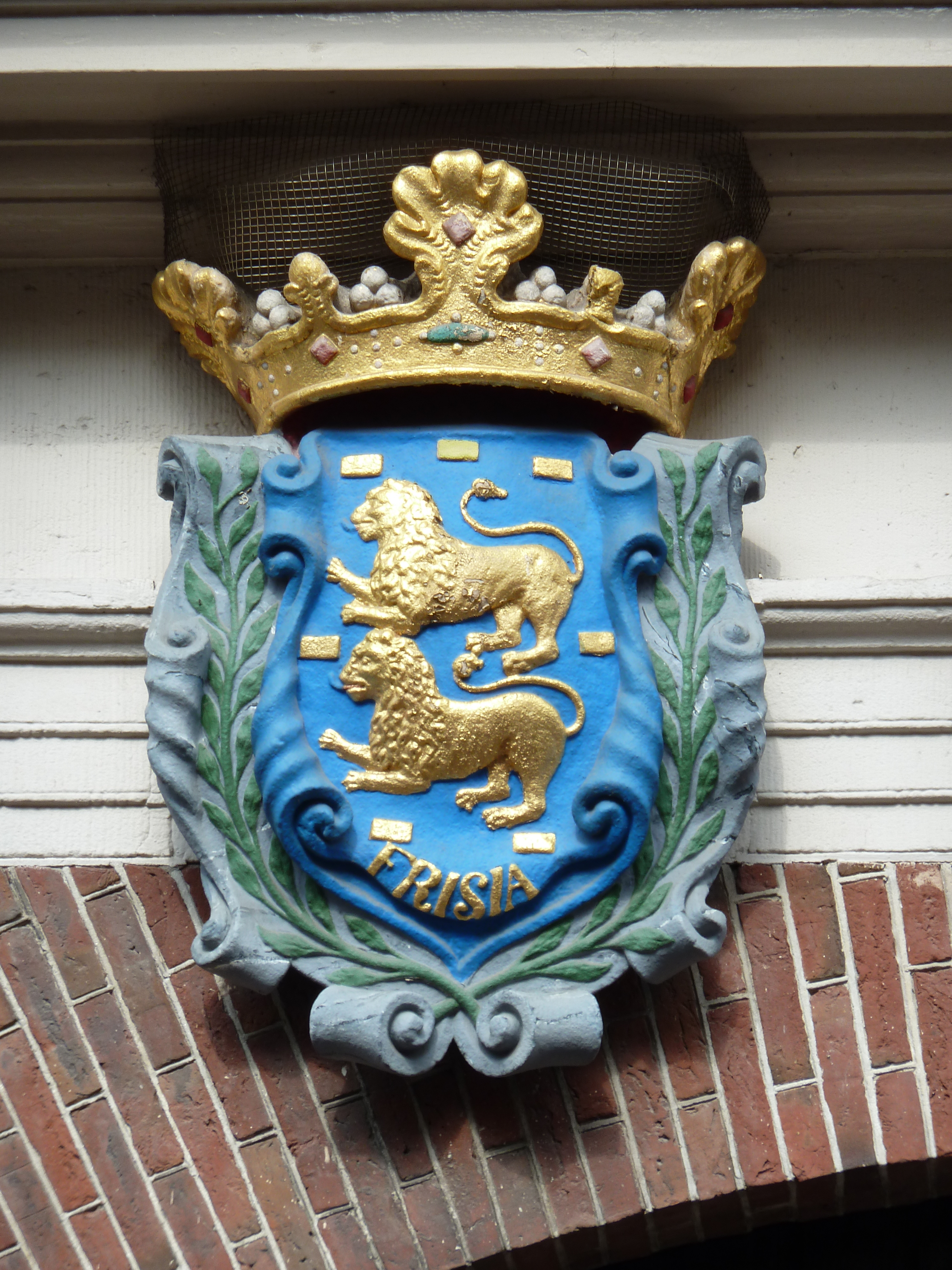
Das Wappen an einem Haus in Leeuwarden
Wappen der Hauptstadt Leeuwarden (moderne Darstellung)

### Gemeinden
Friesland ist bei einer Fläche von 5.724 km² mit 664.234 Einwohnern im Vergleich zu den anderen niederländischen Provinzen verhältnismäßig dünn besiedelt. Seit dem 1. Januar 2019 gliedert sich die Provinz in 18 Gemeinden:

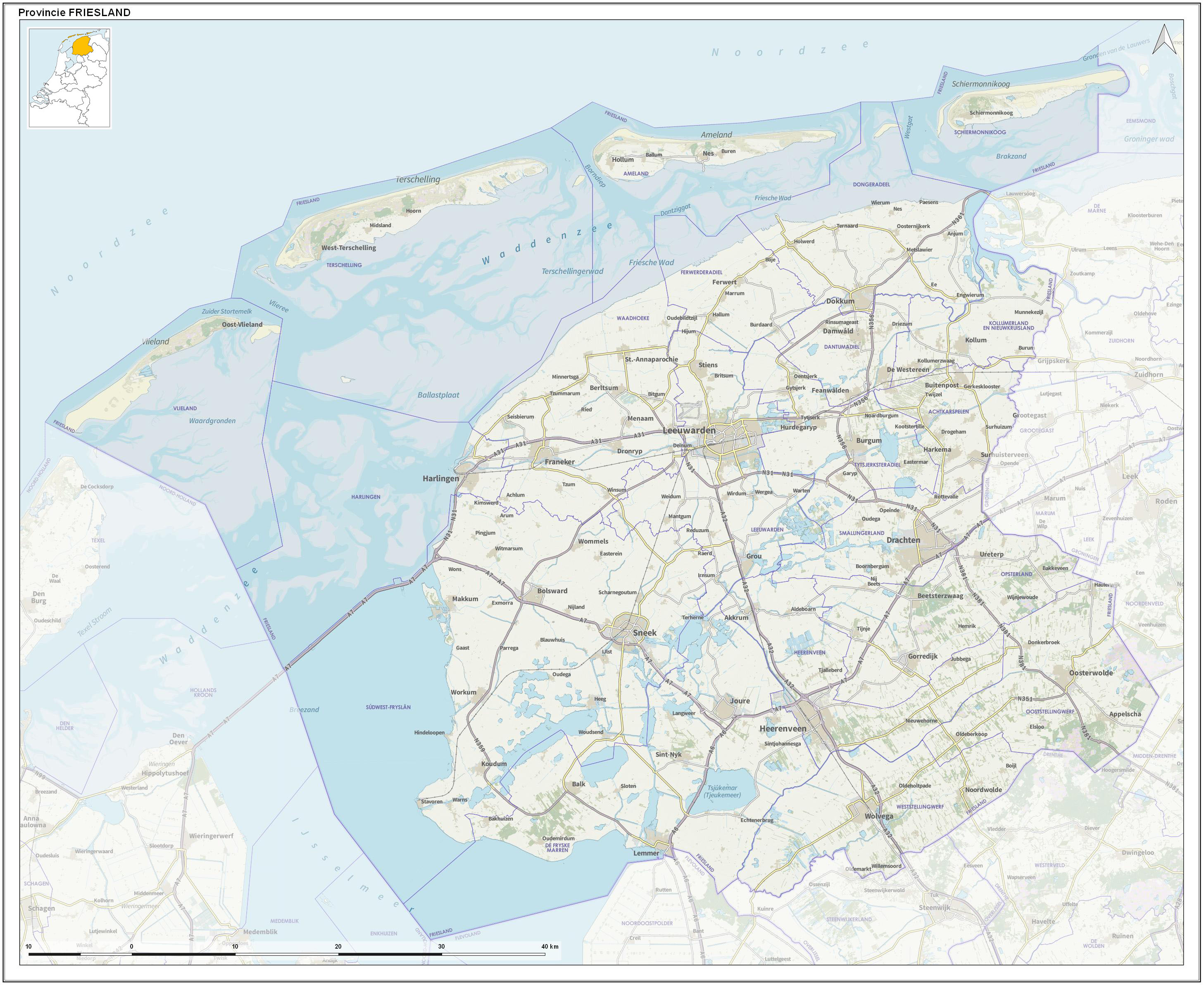
Aufteilung der Provinz Friesland in 20 Gemeinden von 2018 (bevor Ferwerderadiel, Dongeradeel und Kollumerland en Nieuwkruisland zu Noardeast-Fryslân fusioniert wurden)

| Gemeinde          | Einwohner |
| ----------------- | --------- |
| Achtkarspelen     | 28.197    |
| Ameland           | 03.807    |
| Dantumadiel       | 19.138    |
| De Fryske Marren  | 52.234    |
| Harlingen         | 16.210    |
| Heerenveen        | 51.859    |
| Leeuwarden        | 129.9700  |
| Noardeast-Fryslân | 45.875    |
| Ooststellingwerf  | 25.924    |
| Opsterland        | 30.007    |
| Schiermonnikoog   | 00.968    |
| Smallingerland    | 57.095    |
| Súdwest-Fryslân   | 90.532    |
| Terschelling      | 04.923    |
| Tytsjerksteradiel | 32.823    |
| Vlieland          | 01.212    |
| Waadhoeke         | 46.865    |
| Weststellingwerf  | 26.595    |

(Einwohner am 1. Januar 2025)

## Geschichte
Eine frühe Kultur mit Siedlungen auf Terpen (Warften) entstand in Friesland um 400 bis 200 vor Christus. Die Römer nannten die Einwohner Frisii. Im 8. Jahrhundert kam Friesland zum Frankenreich, und es wurde christianisiert. Im Laufe des Mittelalters wurde Friesland stückweise von den Grafen von Holland einverleibt.
Nach einer Periode der Unabhängigkeit im 15. Jahrhundert kam Friesland wieder an Holland und unter die Herrschaft der Habsburger. Seit 1581 hatte es einen relativ unabhängigen Status innerhalb der Republik der Sieben Vereinigten Provinzen. Als eine der wenigen Provinzen am Meer hatte es eine eigene Admiralität von Friesland. 1795 wurde Friesland Teil der Batavischen Republik, 1806 des napoleonischen Königreichs Holland und 1810 des Französischen Kaiserreichs. Seit 1815 ist Friesland eine Provinz des neu errichteten Königreichs der Niederlande.

## Wirtschaft
Im Jahr 2015 lag das regionale Bruttoinlandsprodukt je Einwohner, ausgedrückt in Kaufkraftstandards, bei 90 % des Durchschnitts der EU-28. Im Jahr 2017 betrug die Arbeitslosenquote 5,5 %.
Einen wesentlichen Wirtschaftsfaktor bildet die Viehwirtschaft (Milch, Käse, Rindfleisch).
Friesland ist „Ursprungsheimat“ einer der ältesten Pferderassen der Welt, des so genannten Friesenpferdes, auch „Friese“ genannt.

## Kultur und Sport
Friesland ist die kulturell eigenständigste der zwölf Provinzen der Niederlande. Die friesische Sprache ist in der Provinz noch relativ weit verbreitet und die friesische Identität sehr ausgeprägt. Die friesischen Vereine und Verbände der Provinz arbeiten über die Sektion West des Friesenrats (westfriesisch Fryske Rie) mit den Friesen in Deutschland zusammen.

### Sprache

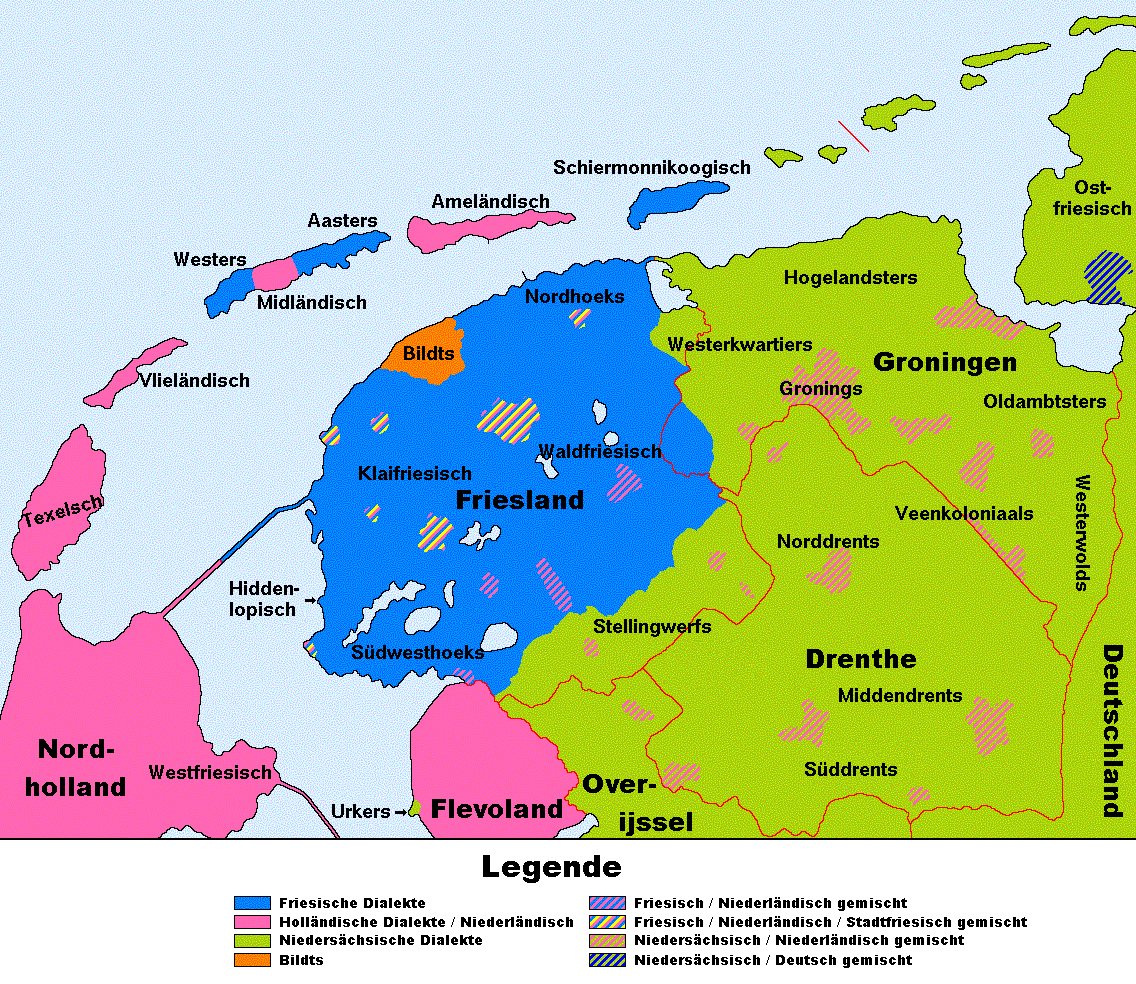
Die Verbreitung der Sprachen und Dialekte in den nordöstlichen Niederlanden.

In der Provinz Friesland ist neben dem standardisierten Niederländisch auch das Westfriesische als offizielle Sprache in Gebrauch. Außer diesen beiden Amtssprachen werden noch verschiedene weitere Dialekte und Sprachvarietäten des Friesischen, Niederländischen und Niedersächsischen in der Provinz gesprochen.

#### Friesisch
Eine eigene Sprache innerhalb der friesischen Sprachgruppe – und keinen Dialekt des Niederländischen – bildet das Westfriesische (auch Westerlauwerssches Friesisch genannt), das in Fryslân als Frysk bezeichnet wird und hier neben der niederländischen Standardsprache auch als offizielle Landessprache anerkannt ist. Von den etwa 650.000 Einwohnern Fryslâns sprechen etwa 450.000 friesisch, davon etwa 360.000 als Muttersprache. Es existieren verschiedene Dialekte, aber auch eine standardisierte Variante der Sprache. Von den vier Watteninseln Fryslâns sind nur Terschelling (westfriesisch Skylge) und Schiermonnikoog (westfriesisch Skiermûntseach) friesischsprachig. Das Westfriesische ist der mit Abstand vitalste Zweig der friesischen Sprachfamilie. Die in Deutschland noch gesprochenen Varietäten des Nord- und Saterfriesischen sind dagegen akut vom Aussterben bedroht.
Vor allem im privaten Bereich ist Friesisch in weiten Teilen Frieslands unter den Friesen wieder die erste Sprache. Aber auch im alltäglichen Leben gewinnt die friesische Sprache immer mehr an Bedeutung. So müssen die Anträge in den friesischen Rathäusern neben Niederländisch auch auf Friesisch ausliegen, und die Bewohner Frieslands haben das Recht, alle amtlichen Angelegenheiten auf Friesisch durchzuführen, was andererseits friesische Sprachkenntnisse der friesischen Beamten voraussetzt.
Die Verwaltung der Provinz Friesland in den Niederlanden verleiht alle drei Jahre den Gysbert Japicxpriis (deutsch Gysbert-Japicx-Preis), einen friesischen Literaturpreis benannt nach dem friesischen Schriftsteller Gysbert Japicx, der mit einer Summe von 5.000 Euro dotiert ist. Die Provinzverwaltung befolgt die Empfehlungen eines sachverständigen Ausschusses und zeichnet turnusmäßig Prosa- und Poesiewerke aus.

#### Friesisch-niederländische Mischdialekte
In den friesischen Städten wird häufig ein Dialekt namens Stadtfriesisch gesprochen, der aus niederländischem Wortschatz und friesischer Grammatik besteht. Ebenfalls holländisch-friesische Mischdialekte sind das Bildts in der Gemeinde Het Bildt und das Midsländische auf der Insel Terschelling. Die Insel Ameland (westfriesisch It Amelân) hat ihre eigene friesisch-niederländische Sprache, das Amelânsk oder Amelands (deutsch „Ameländisch“). Diese Sprache wurde früher von den Herren von Ameland, der Familie Cammingha gefördert und vom friesischen abgewandelt.
Die verschiedenen Mischdialekte werden von Sprachwissenschaftlern unterschiedlich beurteilt.

#### Niedersächsisch
In einigen Gebieten der Provinz Friesland werden traditionell niedersächsische Dialekte gesprochen. In den Stellingwerven ist das Stellingwerfs verbreitet. Die im Kollumerland verbreiteten Dialekte werden entweder dem Gronings zugeordnet oder mit den im angrenzenden Groningerland gesprochenen Dialekten als Westerkwartiers zusammengefasst. Das fast ausgestorbene Kollumerpompsters gilt als zwar niedersächsischer, aber sehr stark friesisch beeinflusster Übergangsdialekt zum Friesischen.

#### Niederländisch
Die niederländische Standardsprache hat in der Provinz wie in den gesamten Niederlanden offiziellen Status und wird auch durchgehend beherrscht. Für viele Menschen in der Provinz ist Niederländisch mittlerweile auch erste und Muttersprache. Traditionell wurde nur auf der Nordseeinsel Vlieland ein holländischer Dialekt gesprochen, der aber als ausgestorben gilt.

### Gedenkkultur
In der Provinz erinnern zahlreiche Stolpersteine, verlegt vom deutschen Künstler Gunter Demnig, an die Opfer der Shoah in Fryslân.

### Sport

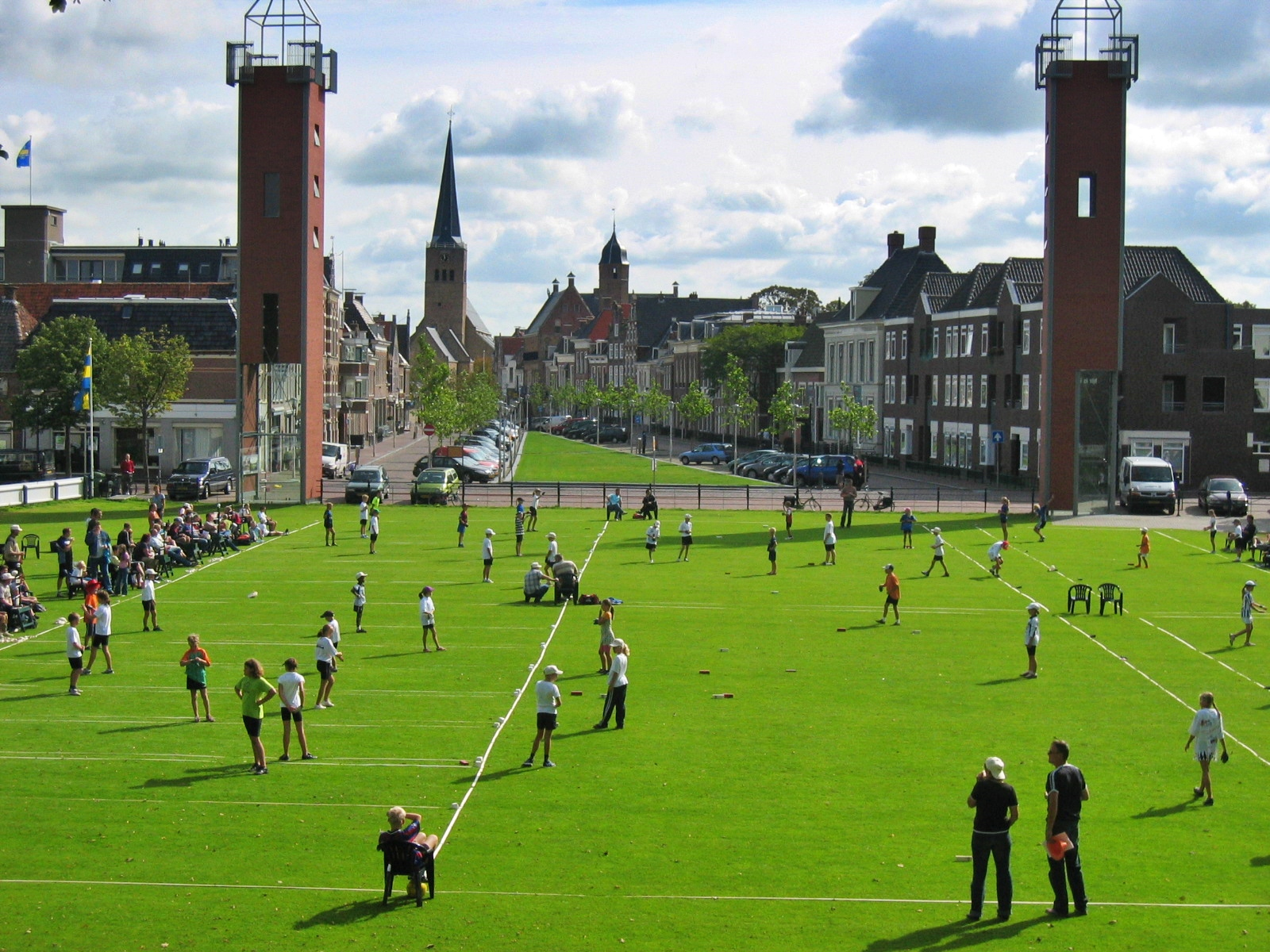
Keatsen in Franeker

Die friesische Bevölkerung hat auch im Sport eigene Traditionen, die gehegt und gepflegt werden.
Typisch friesische Sportarten sind:
- fierljeppen (fier = weit, ljeppen = springen) = Stabweitsprung über einen Wassergraben; der Rekord liegt bei über 21 Meter; in Ostfriesland als Pultstockspringen bekannt
- keatsen, niederländisch kaatsen, ein von Dreier-Mannschaften gespielter Ballsport, der mit dem baskischen Pelota-Spiel verwandt ist und sonst nur noch in der Umgebung von Brüssel in Belgien getrieben wird. Höhepunkt der Saison ist das jährliche Turnier um den PC-Pokal in Frentsjer (niederländisch Franeker)
- die Elfstedentocht, westfriesisch Âlvestêdetocht, der international bekannte Eisschnelllauf-Marathon
- das Skûtsjesilen, eine Segel-Regatta zwischen alten Segelfrachtschiffen auf den friesischen Seen

## Tourismus
Der Tourismus ist von großer wirtschaftlicher Bedeutung. Besonders gilt das für den Bädertourismus an der Küste und auf den Inseln. Friesland ist für Wassersportler ein beliebtes Ziel, auch der Seen wegen, die für viele Segler und andere Wassersportler einen Anreiz darstellen. Die kleinen, aber schönen Städte sind ein weiterer Anziehungspunkt.

## Trivia
Der Comedy-Kinofilm New Kids Nitro aus dem Jahr 2011 beschäftigt sich zu großen Teilen mit der Provinz Friesland.